# قصور آل مقبل
قصور آل مقبل، تقع قصور آل مقبل غرب مدينة الرياض عاصمة المملكة العربية السعودية على الطريق السريع طريق مكة المكرمة ويسمى طريق الحجاز قديماً. قصور آل مقبل مركز يتبع إداريا إلى محافظة ضرماء. ويعود سبب تسميتها بذلك كونها تشمل مجموعة من القصور الطينية القديمة مثل قصر الوسطى وقصر الزويدية وقصر المليحية وقصر القرينة وقصر القدية القريب من درب أبا القد التاريخي الذي كان معبرا للقوافل وقصر الصفية.

## التاريخ
تنسب هذه القصور الطينية إلى عائلة آل مقبل ويرجع نسبهم إلى النواصر من بني عمرو من قبيلة بني تميم. ورغم كثرة الأسر التي تدعى بـ آل مقبل إلا أن أشهرهم هم المقبل أهل القصور ويعرفون بـ (آل مقبل أهل القصور) ويعود سبب تسميتها بقصور آل مقبل لأن أفراد تلك الأسرة كانوا يتوزعون في تلك المنطقة في مزارع يطلق أهل نجد عليها قصور بسبب تطورالبيوت الطينية في ذلك الوقت. كانت أسرة آل مقبل تشتهر بمهارة الرماية حيث كانوا يتسلقون الجبال الشاهقة حول القصور من أجل القنص.
تجارة أسرة آل مقبل كانت أسرة آل مقبل تعتمد على موقعها الاستراتيجي غرب الرياض على طريق مكة من أجل استقبال الحجاج وتبادل السلع.
بايعت أسرة آل مقبل الملك عبدالعزيز فورا وكانت من العوائل التي ساندته. كما أن هيا بنت عبد الرحمن المقبل هي جدة الملك فيصل التي تربى عندها عندما توفيت والدته طرفة آل الشيخ وهو صغير.

## آثار قصور المقبل
- تعتبر بوابة الرياض من الجهة الغربية
- في داخل البلدة تتواجد المساكن التي يتكون البعض منها من دورين، ويحتوي البعض منها على زخارف جصية، وكذلك تحتوي على مسجدين أحدهما جامع
- يتواجد في وسط البلدة ساحة صغيرة في وسطها بئرين
- بُنيت البلدة من الطين واللبن والحجارة
- تعتبر البلدة أنموذجاً حياً للعمارة التقليدية في المنطقة الوسطى، ويعود إنشاؤها إلى 250سنة.[3]

## انظر ايضاً
- الرياض
- ضرماء

## وصلات خارجية
- من أين جاءت تسمية «القدية»؟.